# Can Vila (Montcada i Reixac)
Can Vila és una casa de Montcada i Reixac (Vallès Occidental) inclosa a l'Inventari del Patrimoni Arquitectònic de Catalunya.

## Descripció
L'estat actual de l'edifici no té res a veure amb l'inicial, que tenia un jardí amb porta reixada de gran vàlua al costat esquerre de la casa, donant bona part al carrer.
Can Vila era una de les cases d'estiueig més reeixides del carrer Major. Malgrat tot, ha conservat a la façana l'empremta modernista. D'aquesta part encara conservada, i en la façana fotografiada des del carrer Major, hi ha dos cossos, el sobresortit com a torre mirador amb un altre cos de més baix.
La distribució de plantes corresponia en aquest cas un segon pis, un tercer pis i la galeria. Se suposa que originàriament no seria d'aquesta manera. En el primer registre esmentat presenta dues finestres rectangulars amb ampit de maó. La del costat esquerre té sortida de balcó de barana de ferro forjat on a la part superior presenta un emmarcament de maó decoratiu de doble motllura d'arc conopial. La del costat dret presenta les mateixes característiques, però la finestra es troba partida en dues parts iguals per una columna de maó disposat en forma helicoïdal fins a la línia de capitell. Al següent nivell, hi ha una finestra de les mateixes característiques ja descrites, però més estreta i a mà dreta, sota la teulada, en voladís sostinguda per modillons, una galeria tancada de tres obertures, separades per columnes de la mateixa tipologia helicoidal i de maó, d'arcs rebaixats. Al registre superior del cos sobresortit, per sota el voladís de la galeria té cinc obertures de la mateixa factura que l'anterior. En aquesta zona el parament és de factura de maó vist. La coberta és de teules amb quatre tremujals.

## Història
És una casa construïda l'any 1891. És probable que hi intervingués Enric Sagnier i Villavecchia, de la mateixa manera que ho va fer en el projecte per a la reixa de la tanca.